# مت داناوان
متیو «مت» جی. داناون (به انگلیسی: Matt Donovan) یک شخصیت داستانی(نمیر اعظم) در خاطرات خون‌آشام است. او اولین عشق الینا گیلبرت ، دوست دوران کودکی و دوست پسر سابق اوست.

وی برادر کوچکتر ویکی داناون است و دوستی بسیار نزدیکی با تایلر لاکوود  که عضو تیم فوتبال دبیرستان هست دارد.
او همچنین در یک بار به عنوان گارسون کار می‌کند.

مت بعد از جدایی از الینا همچنان احساساتی برای او قائل است با این حال او بعدها رابطه‌ای با کرولاین فوربس شروع می‌کند تا تنها نباشد. در سال ۲۰۱۶ نیز با پنی ارس نامزد می‌کند ولی قبل از ازدواج پنی تصادفاً به قتل می‌رسد.

او معاون پلیس میستیک فالز و یک شکارچی خون‌آشام است و تنها کسی است که بعد از تمام ماجراها انسان مانده است.(به لطف جاودانگی هویجی خدادادی)
او بعدها پدرش را پیدا می کند و به ديمن سالواتور در نابودی جهنم کمک می کند.البته در هر سه سریال،خاطرات خوناشام،اصیل ها و میراث ها بازی کرده.